# Polypogon gryphalis
Polypogon gryphalis — вид лускокрилих комах з родини еребід (Erebidae).

## Поширення
Polypogon gryphalis поширений в південних Альпах від Франції через Північну Італію до Південної Швейцарії. Далі він трапляється від Угорщини через Північні Балкани до Болгарії та на схід через помірну Азію до Японії. Мешкає у вологих і теплих місцевостях, багатих гаями, наприклад, прибережних лісах із великою кількістю галявин тощо.

## Спосіб життя
Метелики трапляється в одному або іноді, можливо, також у двох поколіннях, особливо в період з кінця червня до серпня. Личинки живляться відмерлим листям та іншими рослинними рештками. Зимують гусениці.